# Lungarno Vespucci

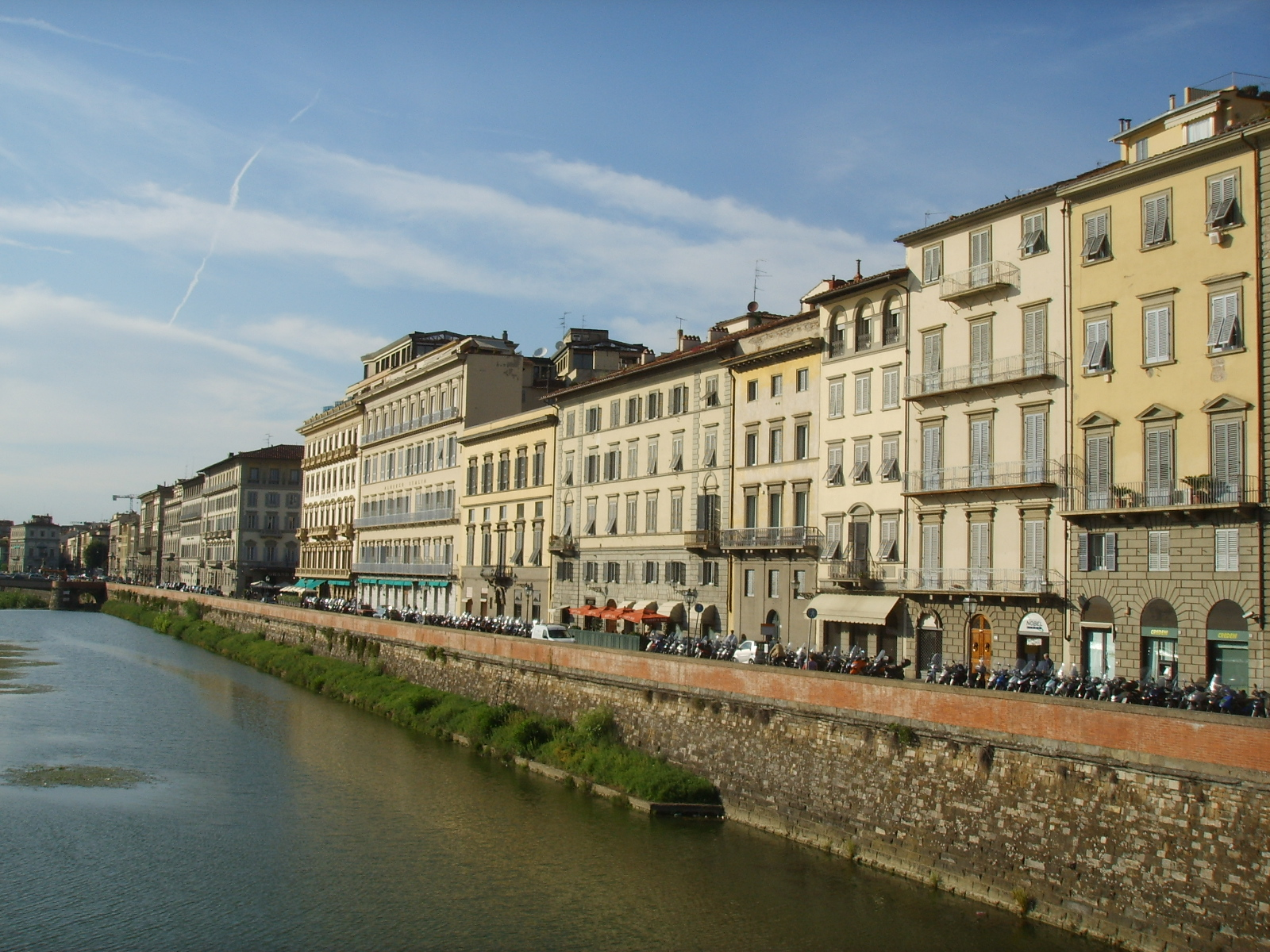
Lungarno Vespucci

Il lungarno Amerigo Vespucci è quel lungo tratto della sponda nord dei lungarni fiorentini che va dal Ponte alla Carraia (piazza Goldoni) al Ponte alla Vittoria (piazza Vittorio Veneto sui viali di Circonvallazione). Vi si apre piazza Ognissanti.

## Storia e descrizione
Amerigo Vespucci visse effettivamente in queste vicinanze, poiché la sua famiglia era una delle più importanti del quartirere di Ognissanti. 
Il lungarno venne creato nel 1853, demolendo varie costruzioni che si affacciavano direttamente sul fiume, e fu inizialmente chiamato "Lungarno Nuovo". Nel 1857 venne poi dedicato al navigatore.

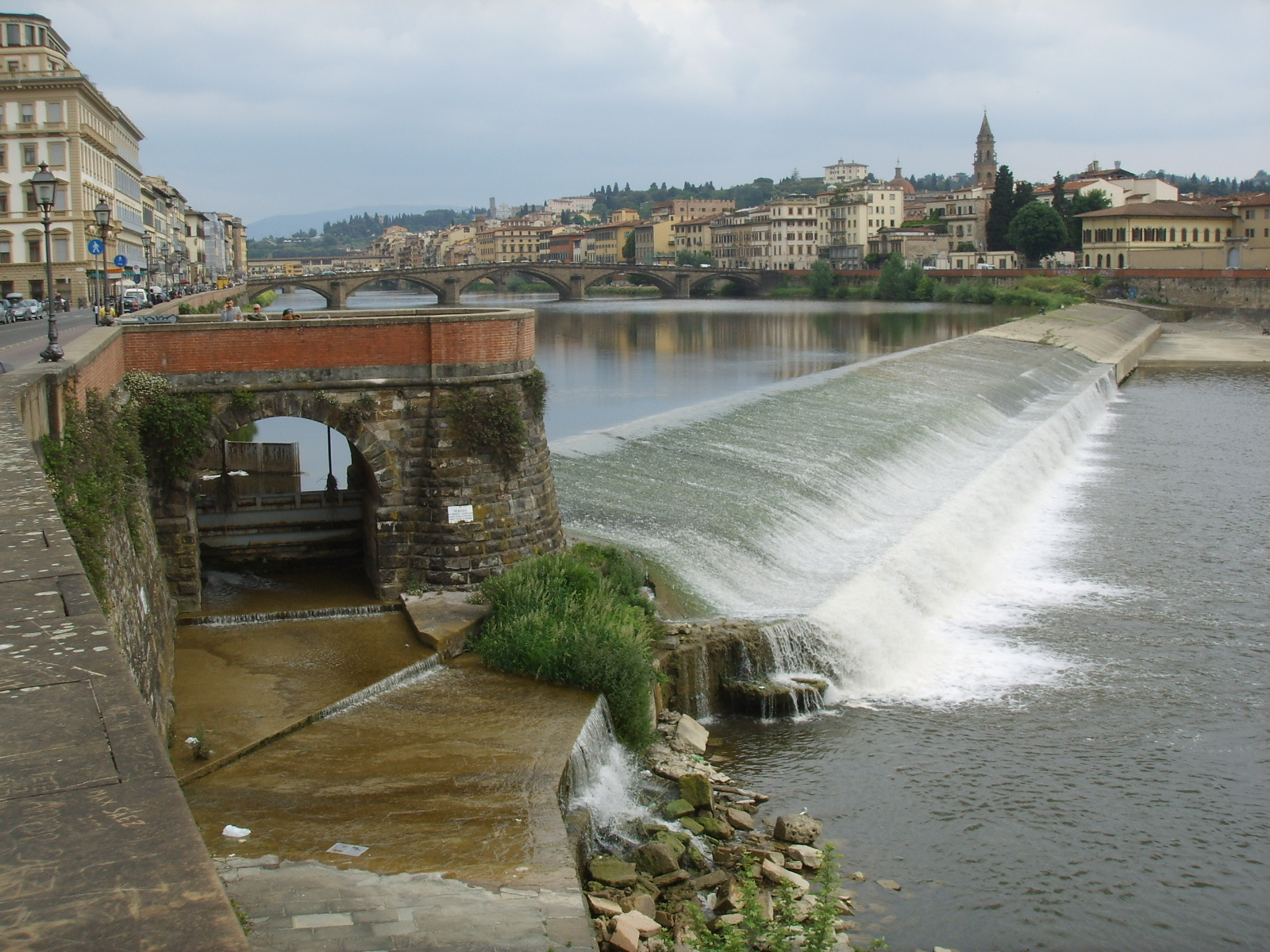
Pescaia di Santa Rosa

I grandi palazzi ottocenteschi che vi si affacciano avevano soprattutto vocazione alberghiera, che si è in parte ancora oggi mantenuta. Tra quelli più rinomati nel XIX secolo spiccavano il Bristol, il Firenze, il Washington, La Pace e il Grand Hotel. Vi soggiornarono soprattutto facoltosi stranieri che amavano godere della vista sull'Arno, su San Frediano in Cestello e sulla collina di Bellosguardo. 
Oggi si trovano sul lungarno il Ponte Amerigo Vespucci, che lo collega al Lungarno Soderini, Villa Favard, la Pescaia di Santa Rosa, il Monumento a Garibaldi, il Palazzo Calcagnini (consolato degli Stati Uniti). Hanno sede sul lungarno anche i consolati di Austria e Principato di Monaco.
Nei palazzi signorili risiedettero famiglie della nobiltà e alta borghesia otto-novecentesca quali i Levi, i Geddes da Filicaia, i De Micheli, i Contini Bonacossi.